# Bayou Teche
 (janvier 2016).
Si vous disposez d'ouvrages ou d'articles de référence ou si vous connaissez des sites web de qualité traitant du thème abordé ici, merci de compléter l'article en donnant les références utiles à sa vérifiabilité et en les liant à la section « Notes et références ».
Pour les articles homonymes, voir Têche (homonymie).
Le bayou Teche, un cours d'eau long de 200 km, est donc un des plus grands bayous de la Louisiane.

## Géographie
Le bayou Teche commence son parcours à Port Barre, où il reçoit les eaux du bayou Courtableau. Il s'écoule ensuite vers le sud pour rejoindre la rivière Atchafalaya au niveau de la petite ville de Patterson.
Le bayou Teche est formé sur l'ancien lit principal du Mississippi, qui coulait à cet endroit entre 2 800 et 4 500 ans auparavant. Les alluvions, faites de limon et de sédiments, ont comblé progressivement, par alluvion, ce parcours initial du fleuve dans sa partie aval située dans le delta du Mississippi.

### Réserves Naturelles
Le lac Martin (Lake Martin) est à proximité de Lafayette et du Pont Breaux.

## Histoire
Les tribus amérindiennes des Atakapas et des Chitimachas vivaient autour de ce bayou et lui ont conféré le nom de Teche, qui signifie "serpent" en chitimacha, en raison de la sinuosité de ses méandres.
À l'époque de la Louisiane française, les Acadiens, chassés d'Acadie par les Britanniques lors de la déportation des Acadiens, s'installèrent dans cette région devenue l'Acadiane.
Durant la Guerre de Sécession, le bayou Teche fut un lieu de combat entre les forces en présence pour le contrôle des rares ponts enjambant ce bayou, notamment le pont de Breaux Bridge.
Dans les années 1930, des digues furent construites le long de la rivière Atchafalaya et ont asséché le Teche et les rizières aménagées sur son parcours.
Entre 1976 et 1982, le Corps du génie de l'armée des États-Unis construisit une station de pompage à Krotz Springs pour alimenter le bayou Courtableau en eau de la rivière Atchafalaya.